# خلیج خالمیر
خلیج خالمیر (روسی: Гыданская) یک خلیج در شمال ناحیه خودگردان یامالو-ننتس کشور روسیه است.